# Gérard de Ridefort
Gérard de Ridefort, ou encore Girard de Ridefort, né en Flandre dans les années 1140, et mort le 4 octobre 1189 devant Acre, est le dixième maître de l'ordre du Temple. Soutenant Guy de Lusignan contre Raymond III de Tripoli, il contribue à la reprise de la guerre entre Saladin et le roi, à l'encontre de la politique menée depuis Amaury Ier. Ayant fourni le prétexte des hostilités, il pousse le roi à entreprendre la bataille de Hattin, et est par là l'un des principaux responsables de la chute du Royaume de Jérusalem.

## Débuts
Frère puîné d'un seigneur flamand, il n'espère guère de fortune dans son pays. Arrivé en Terre sainte pour s'y tailler un fief, il se lie d'amitié avec Raymond III, comte de Tripoli. Ce dernier lui promet un riche mariage avec sa vassale Lucie Dorel, dame de Boutron, mais se ravise finalement, préférant l'offre d'un riche négociant pisan (Plivano ou Plebanus, francisé en Plivain). Gérard en conçoit contre le comte une haine qui ne se démentit jamais.
Ridefort agit en tant que maréchal du royaume en 1179. Il rejoint l'Ordre du Temple, dont il devient sénéchal en 1183, après que son prédécesseur, Arnaud de Toroge, ou de la Tour Rouge, devient maître de l'ordre. À la mort d'Arnaud, il devient maître de l'ordre en 1185. Après la mort de Baudouin IV, en 1185, Raymond III est nommé régent pendant la minorité de Baudouin V (Baudouinet). Guy de Lusignan, mari de Sybille, sœur de Baudouin IV, est écarté du pouvoir, le testament royal stipulant qu'en cas de décès prématuré du jeune Baudouin V, Raymond de Tripoli assurera encore la régence jusqu'à ce qu'il ait totalisé dix ans de pouvoir sur Jérusalem.

## Couronnement de Guy de Lusignan
Gérard de Ridefort soutient les prétentions de Guy de Lusignan sur le trône afin de priver son ennemi personnel, le comte de Tripoli, de la régence et du pouvoir.
Le comte d'Édesse, Josselin III, fit éloigner de Jérusalem le régent Raymond III de Tripoli, qui assurait la régence après la mort du jeune Baudouin V. Raymond s'étant installé à Tibériade, Josselin, Gérard de Ridefort, Sibylle de Jérusalem, Guy de Lusignan et Renaud de Châtillon, baron d'Outre-Jourdain, s'emparèrent de plusieurs places fortes et organisèrent le couronnement de Guy. Malgré l'ambassade du conseil des féodaux, réuni à Naplouse par Raymond III, la cérémonie eut lieu avec l'appui du patriarche de Jérusalem Héraclius, en dépit de l'opposition de Roger de Moulins, grand maître de l'Ordre Hospitalier, qui refusa longuement de livrer les couronnes. Ridefort ayant fait fermer les portes de Jérusalem et renvoyer les émissaires féodaux, Sybille fut couronnée avec son mari, qui revêtit alors la charge de roi de Jérusalem malgré l'opposition de Baudouin IV, du régent, du maître de l’Hôpital, et de la majorité des barons de Terre Sainte.

## Poursuite de Raymond III de Tripoli
Raymond, comte de Tripoli, était également prince de Galilée, et donc principal féodal du royaume. Alors que Saladin, excédé par le brigandage de Renaud de Châtillon en Outre-Jourdain, vient d'assiéger le Krak de Moab au début de 1187, Ridefort pousse le roi à assiéger Raymond dans Tibériade. Raymond, ami personnel de Saladin, et auteur de la trêve enfreinte par Renaud, demande des secours au Sultan qui vient s'établir à proximité du lac de Tibériade. La rupture définitive est évitée par Balian d'Ibelin, qui montre la folie du projet.

## Nouvelle rupture avec Saladin
Balian d'Ibelin, Ridefort, l'archevêque Josse de Tyr et Roger de Moulins, maître de l’Hôpital, sont envoyés le 29 mars 1187, vers le comte, afin de sceller la réconciliation. Dans le même temps, Saladin envoie ses troupes faire une démonstration dans la province de Tibériade, avec l'autorisation de Raymond, à condition de ne commettre aucun pillage. Raymond ayant prévenu les envoyés du roi, Ridefort fait appeler les quatre-vingt-dix Templiers de Qaqûn, qui invitent quarante chevaliers royaux à se joindre à eux. Ils se réunissent à Nazareth. Malgré l'opposition du Templier Jacques de Mailly et du maître de l’Hôpital, Ridefort envoie, avant tout engagement, une lettre annonçant à Nazareth sa victoire sur les troupes de Saladin, puis attaque les musulmans qui, leur démonstration terminée, refluent en désordre. Le combat est un désastre pour les chrétiens : Roger de Moulins est décapité dans la mêlée ; le sénéchal Urs d'Alneto, le maréchal Robert Fraisnel ainsi que Jacques de Mailly et 60 chevaliers sont également tués ; et seuls trois Templiers, dont Ridefort, parviennent à s'enfuir. Les habitants de Nazareth, venus au pillage, sont massacrés.
La guerre ayant repris entre les Francs et le Sultan, Ridefort recrute tous les mercenaires disponibles en ouvrant le trésor du Temple.

## Bataille de Hattin
Pour un article plus général, voir Bataille de Hattin.
Ridefort et Renaud de Châtillon conseillent au roi d'attaquer les forces de Saladin qui viennent d'occuper Tibériade. Le roi se rallie à l'avis de Raymond, qui bien que seigneur de la ville, s'oppose à l'entreprise. Le maître du Temple ayant un fort ascendant sur le roi, étant l'un des principaux responsables de son couronnement, parvient à le convaincre en tête à tête, en accusant Raymond de lâcheté et de trahison, de marcher vers Tibériade au plus fort de juillet 1187, malgré la chaleur et l'absence de points d'eau entre le camp du roi et le lac de Tibériade.
Incapable de se frayer un chemin à travers l'ennemi jusqu'au lac, l'armée du royaume fut écrasée lors de la bataille de Hattin ou bataille de Tibériade. Gérard de Ridefort fut fait prisonnier, et tous les Templiers et Hospitaliers pris furent exécutés.

## Chute du royaume de Jérusalem et mort
Prisonnier de Saladin, Ridefort est envoyé négocier la reddition de la ville d'Ascalon, qui refuse d'écouter le roi, précédemment envoyé pour la même tâche. Il achète sa liberté en livrant au sultan Gaza et les places fortes des Templiers en Philistie. La promesse de Saladin de le libérer, lui, le roi Guy et d'autres dignitaires, est différée jusqu'à l'été 1188. Pendant sa captivité, le frère Terricus (la), grand commandeur de l'ordre, assure l'intérim. Ridefort commande le corps des Templiers, l'année suivante, lors du siège de Saint Jean d'Acre. L'armée ralliée par Guy de Lusignan et les Templiers, renforcée par les débarquements du roi de France Philippe Auguste, le 20 avril 1191 et du roi d'Angleterre Richard Cœur de Lion et de nouveaux contingents de Templiers menés par Robert de Sablé le 8 juin 1191, assiège la ville mais est encerclée par l'armée du Sultan. Le 4 octobre 1189, les croisés tentent de rompre les lignes de Saladin, mais la contre-attaque les met en déroute. Gérard de Ridefort, capturé, est exécuté, tandis que son maréchal Geoffroy Morin et dix-huit autres Templiers sont tués lors de la bataille.
Il est remplacé à la tête de l'ordre, avec le concours du roi Richard, par Robert de Sablé.